# Affirm Films
Affirm Films est une société de production cinématographique de films liés au  christianisme évangélique et une filiale de Sony Pictures. Son siège est situé à Culver City, aux États-Unis.

## Histoire
La société est fondée en 2007 par Sony Pictures, .
Elle a produit des films comme Soul Surfer, Miracles du Ciel et Overcomer.
En novembre 2020, elle a acheté le service de streaming vidéo de Pure Flix .

## Filmographie
- 2025 : On Fire de Sean McNamara